# Sobre la esfera y el cilindro

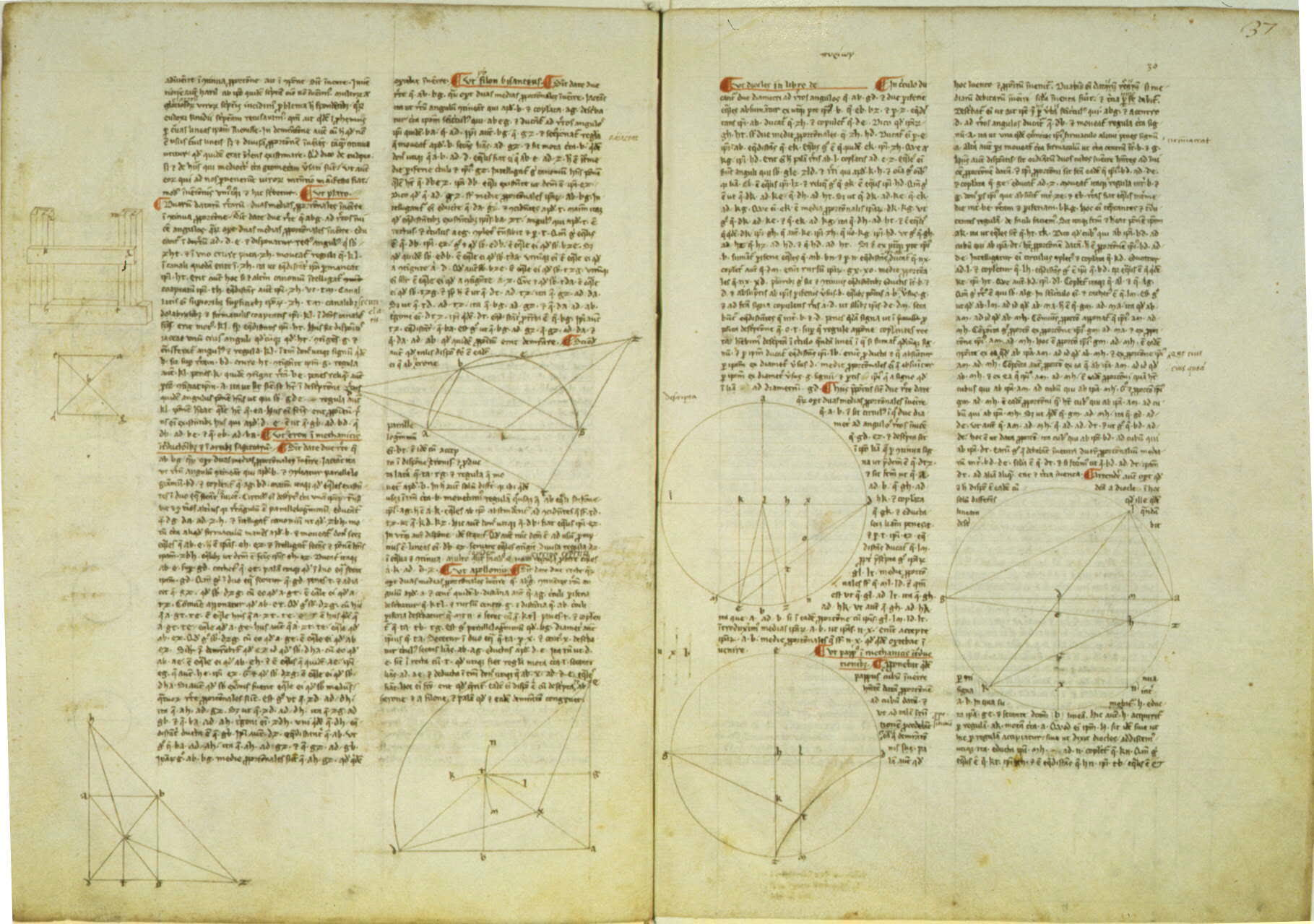
Una página de De la esfera y del cilindro en latín.

Sobre la esfera y el cilindro (en griego: Περὶ σφαίρας καὶ κυλίνδρου), a veces traducido al español como De la esfera y del cilindro, es una obra que fue publicada por Arquímedes en dos volúmenes el año 225 a. C. En ella se detalla, sobre todo, cómo hallar el área superficial de una esfera, el volumen de la bola contenida y los valores equivalentes para un cilindro, siendo el primero en hacerlo.

## Contenido

El volumen de una esfera respecto al volumen del cilindro es de 2 a 3

Las principales fórmulas derivadas en De la esfera y del cilindro son las mencionadas anteriormente: la superficie de la esfera, el volumen de la bola contenida y la superficie y el volumen del cilindro. Sea {\displaystyle r} el radio de la esfera y del cilindro, y {\displaystyle h} la altura del cilindro, con la suposición de que el cilindro es un cilindro recto (el lado es perpendicular a ambas tapas). En su obra, Arquímedes demostró que la superficie de un cilindro es igual a:
{\displaystyle A_{C}=2\pi r^{2}+2\pi rh=2\pi r(r+h).\,}
y que el volumen de éste es:
{\displaystyle V_{C}=\pi r^{2}h.\,}
Demostró que el área de la superficie es cuatro veces el área de su gran círculo, en la esfera. En términos modernos, esto significa que el área de la superficie es igual a:
{\displaystyle A_{E}=4\pi r^{2}.\,}
El resultado para el volumen de la bola contenida decía que es dos tercios del volumen de un cilindro circunscrito, lo que significa que el volumen es:
{\displaystyle V_{E}={\frac {4}{3}}\pi r^{3}.}
Cuando el cilindro inscriptor está apretado y tiene una altura {\displaystyle h=2r}, la esfera toca al cilindro por la parte superior e inferior. Demostró que tanto el volumen como la superficie de la esfera eran dos tercios de la del cilindro. Esto implica que el área de la esfera es igual al área del cilindro menos sus tapas. Este resultado acabaría dando lugar a la proyección cilíndrica equivalente de Lambert, una forma de cartografiar el mundo que representa con precisión las áreas. Arquímedes estaba especialmente orgulloso de este último resultado, por lo que pidió que se inscribiera en su tumba un boceto de una esfera inscrita en un cilindro. Más tarde, el filósofo romano Marco Tulio Cicerón descubrió la tumba, que había sido cubierta por la vegetación circundante.
El argumento de Arquímedes para demostrar la fórmula del volumen de una bola era algo complicado en su geometría. Muchos libros de texto modernos tienen una versión simplificada que utiliza el concepto de límite, que no existía en la época de Arquímedes. Arquímedes utilizó un medio polígono inscrito en un semicírculo, luego giró ambos para crear un conglomerado de troncos en una esfera, de la que luego determinó el volumen.
Este no es el método original que utilizó Arquímedes para derivar este resultado, sino el mejor argumento formal del que disponía en la tradición matemática griega. Su método original probablemente implicaba un uso inteligente de palancas. Un palimpsesto robado a la Iglesia ortodoxa griega a principios del siglo XX, que reapareció en una subasta en 1998, contenía muchas de las obras de Arquímedes, entre ellas El método de los teoremas mecánicos, en el que describe un método para determinar volúmenes en el que intervienen balanzas, centros de masa y rodajas diminutas.